# Lajla i Madżnun

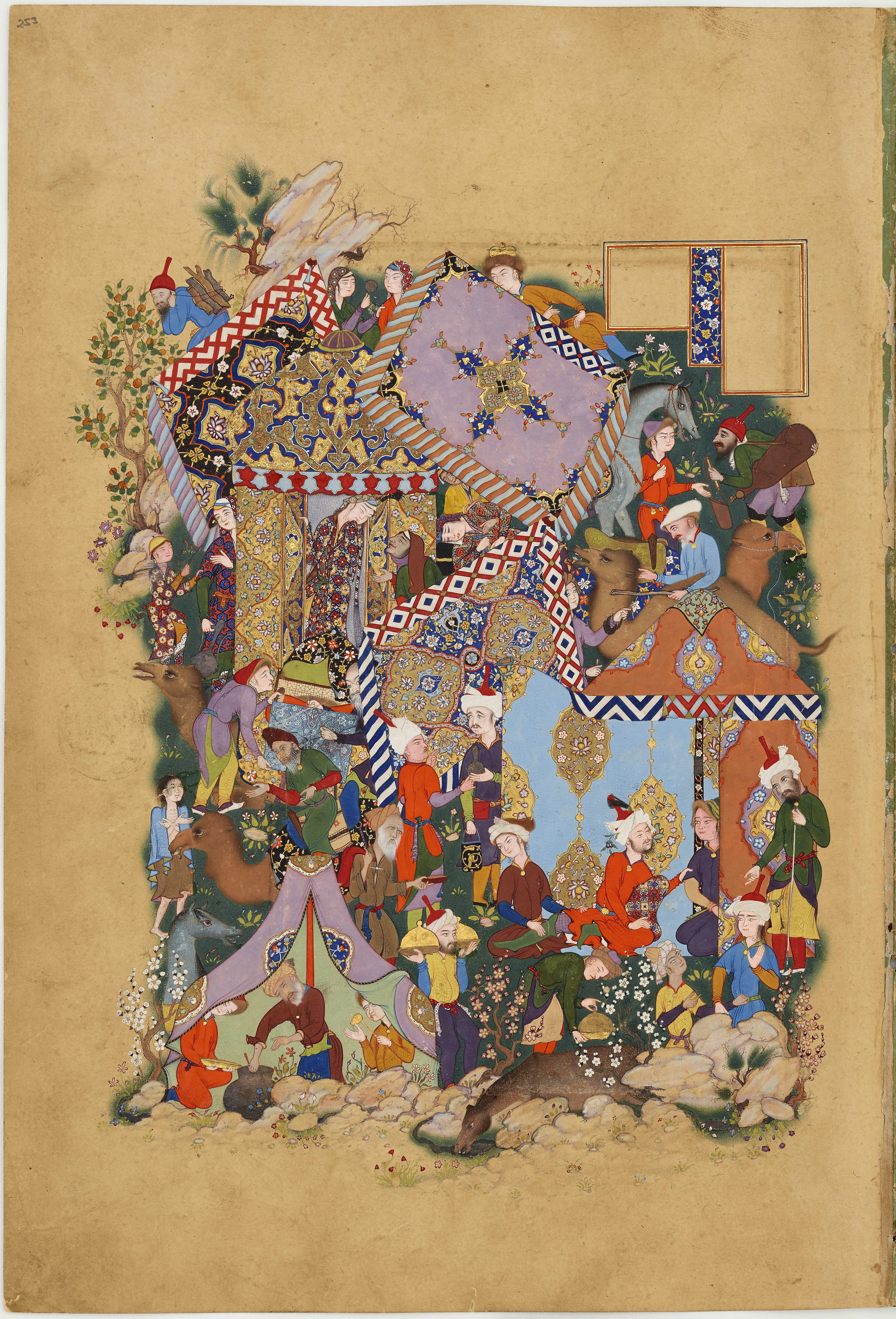
Madżnun podkrada się do obozowiska karawany by zobaczyć Lajlę, miniatura z rękopisu Haft Ourang Dżamiego przypisywana Szejchowi Mohammadowi. Meszhed, ok. 1556 do 1565. Freer and Sackler Galleries

Lajla i Madżnun — historia miłosna wywodząca się z literatury arabskiej, później rozwijana w literaturach w językach irańskich, tureckich i urdu, ważny motyw malarstwa miniaturowego.

## Literatura arabska

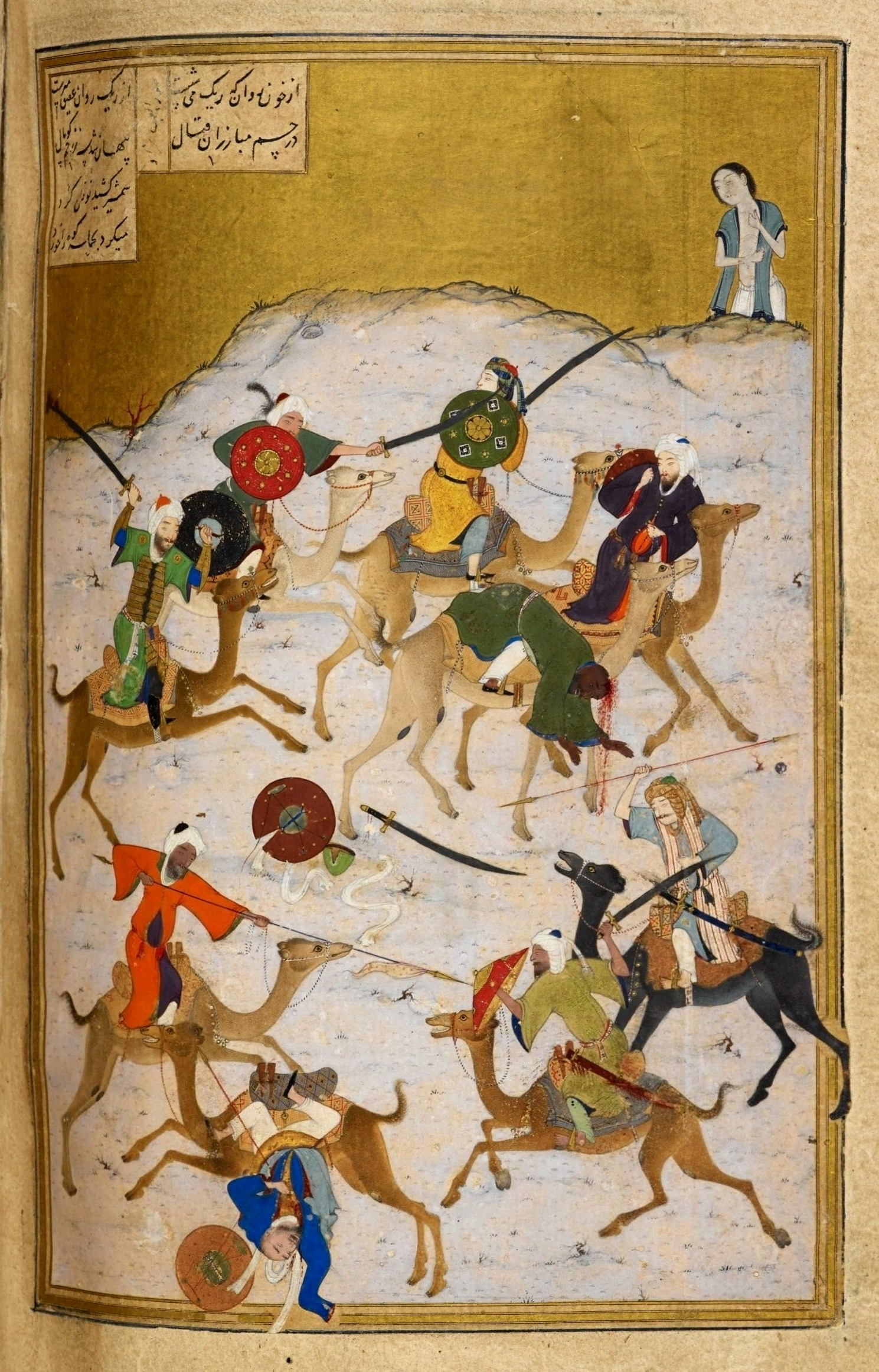
Madżnun przygląda się walce swojego plemienia z plemieniem Lajli, miniatura z rękopisu Chamsy Nezamiego przypisywana Behzadowi. Herat, ok. 1490. Biblioteka Brytyjska

Pierwowzorem postaci Madżnuna miał być niejaki Kajs Ibn al–Mulawwah, beduiński poeta zakochany w dziewczynie o imieniu Lajla, którą jej ojciec wydał jednak za innego. Na wieść o tym Kajs postradał zmysły i zaczął się błąkać po świecie, recytując wiersze o Lajli. Zmarł z wycieńczenia i miłości, zaś w późniejszej tradycji stał się znany jako Madżnun Lajla, „opętany przez dżinny z miłości do Lajli”.
Już Kitab al-Aghani uważa Kajsa Ibn al–Mulawwaha za postać fikcyjną (na co wskazują choćby nieścisłości w jego genealogii), sugerując, że jako pierwszy przydomek Madżnun przyjął pewien młody Umajjada, który stworzył opowieść o niespełnionej miłości jako wstęp do swoich wierszy opiewających jego uczucie do swojej kuzynki. Ta teoria nie została podjęta przez inne źródła, zaś rzeczony Umajjada nadal pozostaje anonimowy. Al-Dżahiz rozdziela Madżnuna na dwie osoby, rozróżniając pomiędzy Madżnunem z Banu Amir i z Banu Dżada. Analiza rzekomego dywanu Kajsa Ibn al-Mulawwaha potwierdza, że zachowane w nim wiersze nie mogły być ułożone przez jednego poetę (co nie zmienia faktu, że Régis Blachère uznał je za ważną część dawnej poezji arabskiej). W sumie Madżnun jawi się jako postać stworzona przez północnych Arabów, którzy chcieli pokazać, że nieszczęśliwa miłość nie jest jedynie przywilejem Arabów z południa, czego dowodzić miało pojawienie się wśród nich poety, który mógł być postawiony na równi z Dżamilem al-Uzrim. Fakt, że w historiach o Kajsie pojawia się umajjadzki namiestnik Medyny w 702, Nafwal Ibn Musahik, sugeruje, że pierwsze historie o Madżnunie pojawiły się gdzieś w tym okresie. Wczesne anegdoty i przekazy ustne na temat Madżnuna są zebrane w Kitab al–Aghani oraz Kitab asz–Szir wa-asz-szu’ara („Księdze poezji i poetów”) Ibn Kutajby.

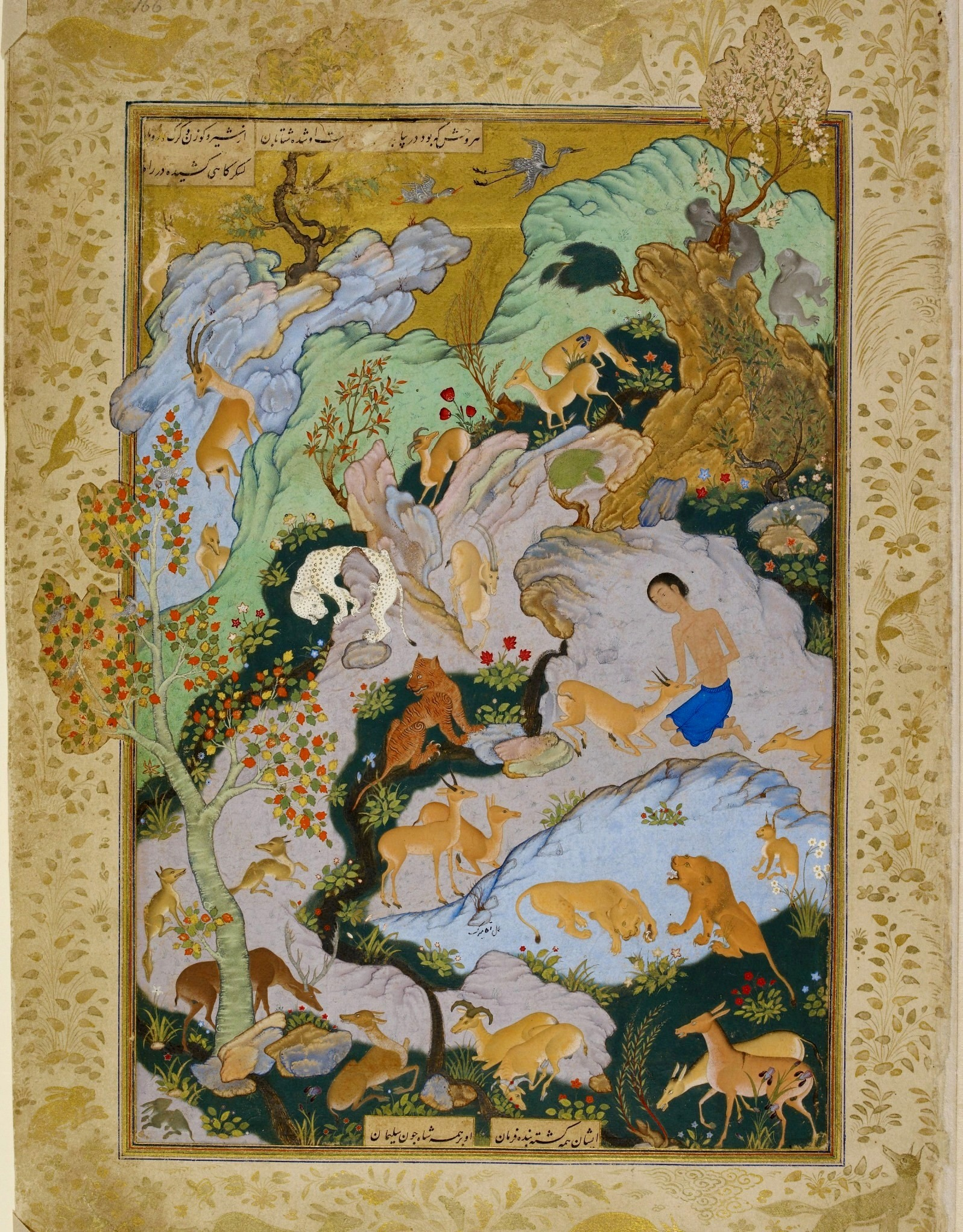
Madżnun ze zwierzętami na pustyni, miniatura z rękopisu Chamsy Nezamiego przypisywana Agha Mirakowi. Tebriz, ok. 1539–1543. Biblioteka Brytyjska

Arabska wersja romansu Lajli i Madżnuna nigdy nie została zebrana w całość w ramach jednego utworu, lecz krążyła głównie w formie ustnej w postaci wierszy oraz krótkich, luźno powiązanych anegdot, w ramach których nie było miejsca na rozwój fabuły. Pomimo stosunkowo prostej treści opowieści, od początku można w niej odnaleźć dwie odmienne tradycje. Według pierwszej para kochanków spędziła razem młodość pasąc stada na Dżabal at-Tawbad (która jednak należała do plemienia Banu Muharib). Według drugiej Kajs zobaczył Lajlę przypadkiem na kobiecym spotkaniu i zrobiła ona na nim takie wrażenie, że poświęcił swojego wielbłąda na rzecz uczty. Kiedy jednak pojawił się niejaki Munazil, wszystkie kobiety zwróciły uwagę na niego, poza Lajlą, która od początku podzielała uczucia Kajsa. Następnie Kajs poprosił o rękę Lajli, jednak jej ojciec już wydał ją za innego. Kajs stracił rozum i zaczął błąkać się wpółnagi, odmawiając jedzenia i żyjąc pośród dzikich zwierząt. Jego ojciec zabrał go na pielgrzymkę do Mekki, by zapomniał o Lajli, ale stan Kajsa tylko się pogorszył. Niemniej miewał momenty jasności umysłu, podczas których wspominał Lajlę i układał o niej wiersze, recytowane odwiedzającym go ludziom. Nafwal Ibn Musahik interweniował na rzecz kochanków, ale bezskutecznie. Kajs miał spotkać Lajlę już tylko raz, przy czym z wrażenia zemdlał. W różnych przekazach mowa również o wymianie listów z Lajlą, ostatniej rozmowie Kajsa z krukiem i wreszcie jego śmierci.
Historia Lajli i Madżnuna wpisuje się zatem we wzorzec miłości uzryckiej, stworzony przez południowych Arabów, w ramach którego poeta przez całe życie opiewa ukochaną, najczęściej niemożliwą do zdobycia z powodu różnic społecznych. Jest to miłość niespełniona i nawet jeśli kochankowie się spotykają, to nie dochodzi do cielesnego zbliżenia, ale śpiewają oni poezję dla siebie nawzajem, płacząc nad swym losem. Jak to określiła Mia Irene Gerhardt, kochankowie stanowią tu przykład heroizmu uczucia, a nie działania. Tego rodzaju miłość ostatecznie prowadzi do śmierci kochającego. Pierwszą parą znaną z takiej miłości byli Dżamil i Busajna z plemienia Uzra (stąd nazwa „miłość uzrycka”), ale gdzieś na przełomie IX i X stulecia to Lajla i Madżnun stali się najważniejszą parą uzryckich kochanków. Współcześni poeci arabscy nawiązują do romansu Lajli i Madżnuna i uwspółcześniają go w ironicznej formie. Salah Abd as-Sabur w napisanym wierszem dramacie Lajla wa-al-Madżnun (1970) „przedstawił mentalną i społeczną sytuację egipskich intelektualistów przed dojściem do władzy Nasera”.

## Literatury irańskie

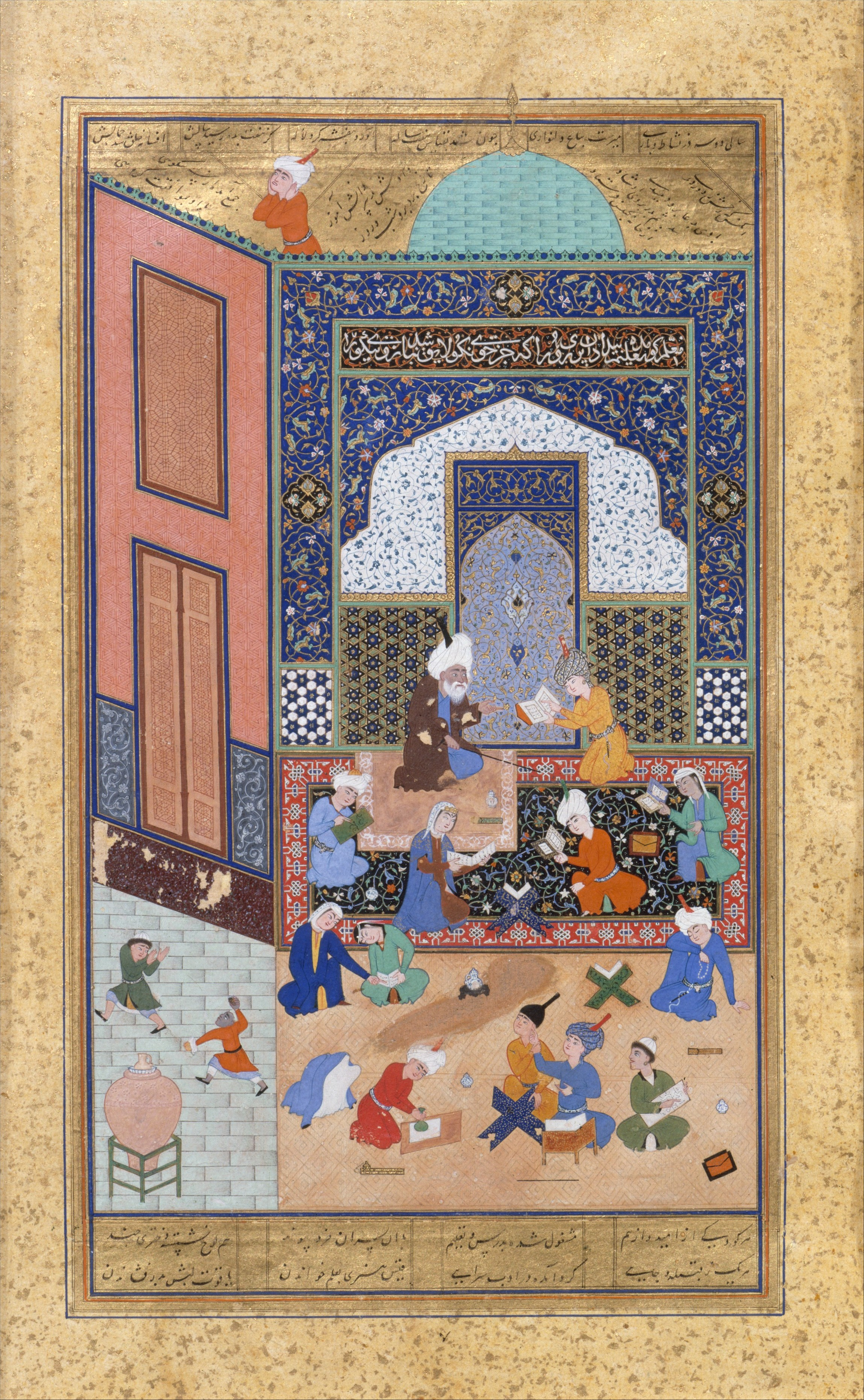
Lajla i Madżnun w szkole, miniatura z rękopisu Chamsy Nezamiego przypisywana Szejchzade. Herat, 1524/1525. Metropolitan Museum of Art

Wzmianki o Lajli i Madżnunie dosyć wcześnie pojawiły się w literaturze perskiej. Manuczehri porównuje deszczowe chmury „płaczące melancholijnie” do rzęs Madżnuna, zaś błyskawice, „śmiejące się bez znaczenia”, do ust Lajli. Ich imiona pojawiają się również w poezji Anwariego i Chaghaniego. Należy przy tym zaznaczyć, że choć później Lajla i Madżnun zostali powiązani z sufizmem, to początkowo romans nie niósł ze sobą takich konotacji. Jeszcze Naser-e Chosrou (XI w.) uważa temat za naganny, ponieważ symbolizuje jedynie miłość doczesną i frywolną poezję.
Bez wątpienia najważniejszym perskim utworem zainspirowanym arabskimi opowieściami o Lajli i Madżnunie jest masnawi Lejli o Madżnun skomponowane przez Nezamiego, które później zostało uznane za trzecią część jego Chamse (pięciu poematów). Nezami jako pierwszy połączył różne wątki romansu w spójną całość, jednocześnie adaptując go do irańskich realiów. Perskie romanse zazwyczaj rozgrywały się w kręgach dworskich, stąd u Nezamiego Lajla i Madżnun są dziećmi arystokratów żyjącymi w mieście, które w związku z tym poznają się nie podczas wypasania stad, ale wspólnej nauki w szkole. Nawfal nie jest już namiestnikiem, ale rycerskim perskim wodzem (dżawanmard), gotowym zaryzykować swoje życie by połączyć kochanków ze sobą. Nezami dodaje również drugą parę kochanków, Zajna i Zejnab, w których związku niejako przegląda się miłość głównych bohaterów. Na końcu poematu to właśnie Zajn w swoim śnie widzi Lajlę i Madżnuna połączonych w Niebie. Inne typowo perskie motywy obecne w wersji Nezamiego to historia bezdzietnego władcy, który chciałby mieć dziedzica; poezja natury, w szczególności poświęcona ogrodom podczas wiosny i jesieni oraz wschodom i zachodom słońca, która służy symbolicznemu podkreśleniu ważniejszych elementów fabuły (w partiach opisowych Nezami pozostawał pod niewątpliwym wpływem poematu Gorganiego Wis o Ramin); historia ascety żyjącego w jaskini; władztwo Madżnuna nad zwierzętami oraz jego pouczające konwersacje z kilkoma postaci. Nezami poświęca również dużo uwagi poetyckiej roli Madżnuna, w kilku przypadkach cytując fragmenty przypisywanych mu gazeli.

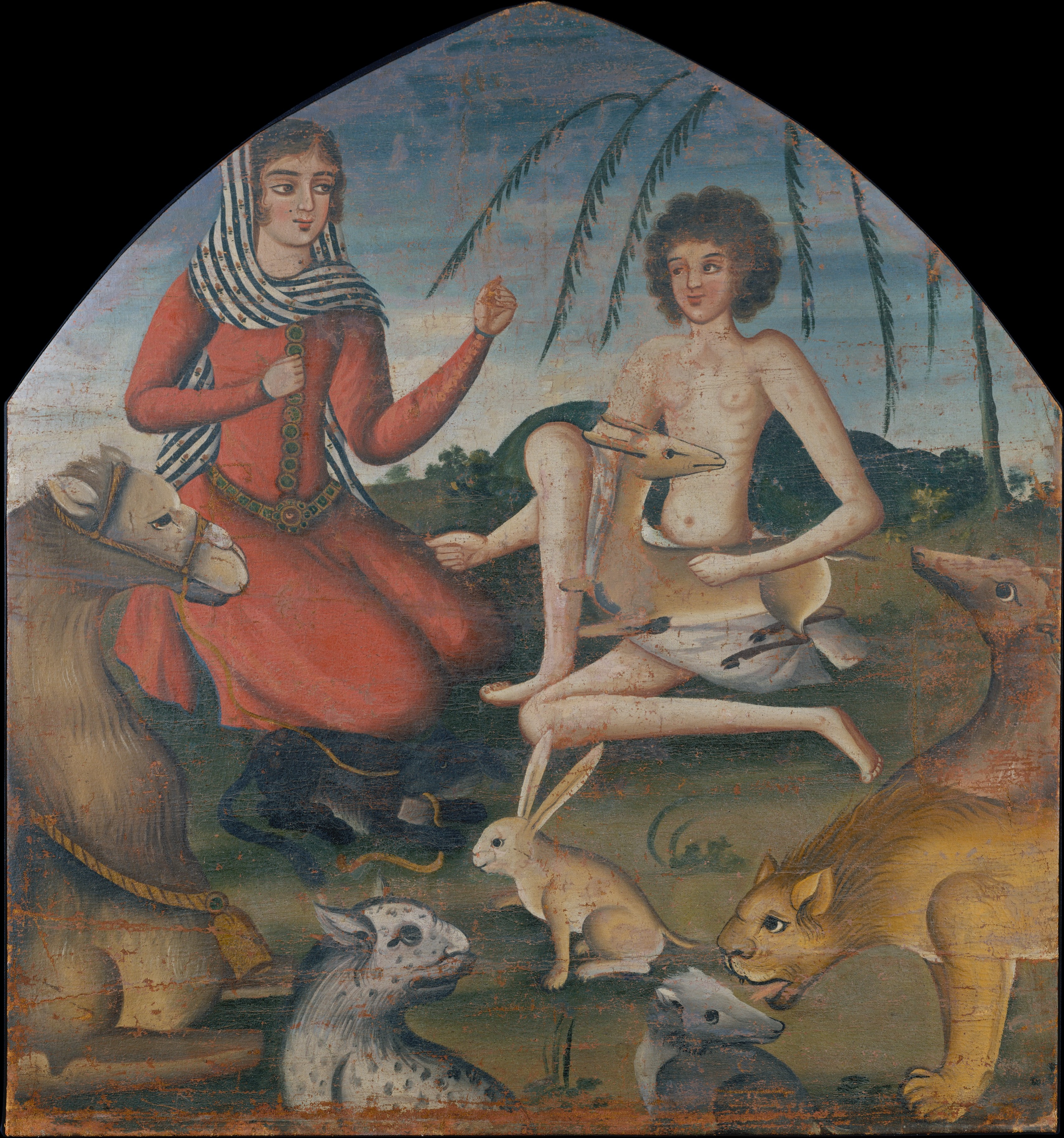
Lajla i Madżnun, olej na płótnie. Sziraz, połowa XVIII w. Metropolitan Museum of Art

Fabuła utworu jest prosta. Kajs zakochuje się w Lajli, którą spotkał w szkole, jednak jej ojciec zakazuje kontaktów pomiędzy nimi. Odseparowany od Lajli, Kajs popada w obsesję na jej punkcie, publicznie śpiewając o swojej miłości do niej. Patrząc na wszystko pod kątem swojej miłości do Lajli, zyskuje przydomek Madżnun („opętany”). Kiedy zdaje sobie sprawę, że nie połączy się ze swoją kochanką, pomimo tego iż różni ludzie interweniują na jego rzecz, rozczarowuje się do społeczeństwa i zaczyna się błąkać nagi po pustyni, spędzając czas wśród dzikich zwierząt. Kontemplacja obrazu Lajli jeszcze zwiększa jego miłość, tak że nie może jeść ani spać. Lajla zostaje wbrew swej woli wydana za innego, ale chroni swoje dziewictwo, odrzucając swojego męża. Urządza sekretne spotkania z Madżnunem, podczas których jednak nie dochodzi pomiędzy nimi do cielesnego zbliżenia – jedynie recytują poezję dla siebie nawzajem, utrzymując fizyczny dystans. Kiedy mąż Lajli umiera i znika przeszkoda uniemożliwiająca ich połączenie Madżnun pozostaje tak skoncentrowany na obrazie Lajli, że ucieka na pustynię. Lajla umiera z żalu i zostaje pochowana w swojej sukni ślubnej. Po dowiedzeniu się o tym Madżnun niezwłocznie udaje się na grób Lajli, gdzie natychmiast umiera. Zostają pochowani obok siebie, a ich groby stają się miejscem pielgrzymek. Jak już wspomniano, na końcu poematu Zajn widzi we śnie Lajlę i Madżnuna żyjących w Niebie jak król i królowa.

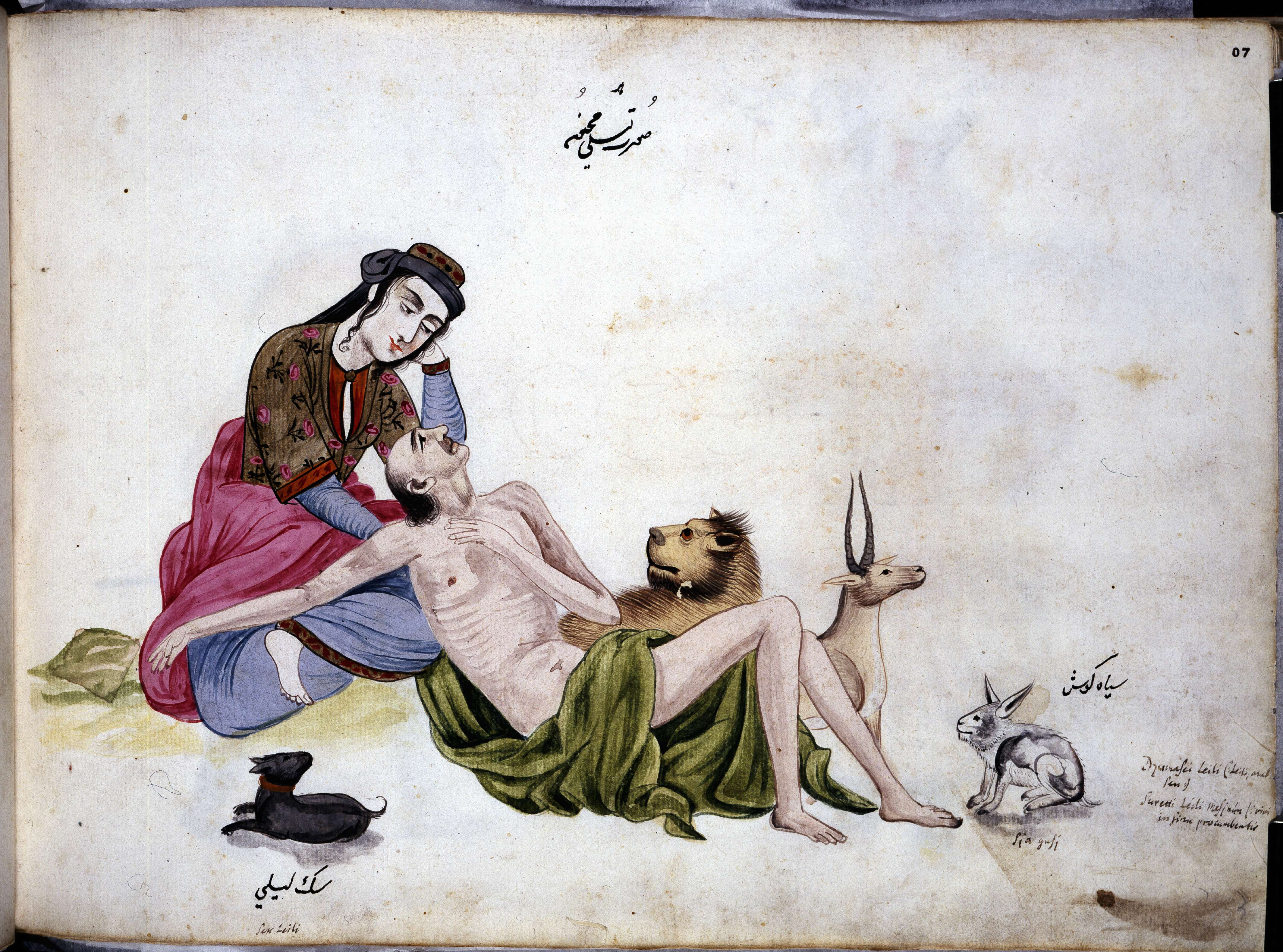
Lajla pielęgnuje wycieńczonego Madżnuna, miniatura Dżaniego. Isfahan, 1684/85. Muzeum Brytyjskie

Masnawi Nezamiego posiada wyraźne elementy dydaktyczne, dominujące zwłaszcza we wstępie i epilogu, gdzie udziela on czytelnikowi porad dotyczących krótkości życia, śmierci, pokory, itd.. Stara się przy tym pokazać, jak miłość doczesna staje się wysublimowaną miłością duchową, przedstawianą w kategoriach mistycznych. Madżnun jako idealny kochanek całkowicie pochłonięty przez swoją miłość staje się rodzajem ascety, który żyje w celibacie, umartwieniu, ciszy, odosobnieniu, przy niedostatku snu i pożywienia. O ile jednak asceta żyje w taki sposób z własnej woli, o tyle w przypadku idealnego kochanka jakim jest Madżnun dzieje się tak z powodu siły miłości. Tego rodzaju absolutna miłość sieje spustoszenie w społeczeństwie kiedy jest skierowana do obiektu ziemskiego, a nie Boga. Jednocześnie Lajla, pomimo że pozostaje lojalna jedynie wobec Madżnuna, nadal pozostaje wierna moralności ówczesnego patriarchalnego i religijnego społeczeństwa. Poeta czyni ją postacią bardziej aktywną niż ta z arabskich opowieści, przekazując jej inicjatywę w organizowaniu spotkań z Madżnunem oraz czyniąc również ją autorką niezwykłych wierszy. Ale kiedy Madżnun zbliża się do niej, Lajla przypomina mu, iż jest zamężna, zaś cielesny kontakt pomiędzy nimi byłby wbrew religii. Nezami ukazuje jej dylematy, „podkreślając problemy pojawiające się w zamkniętym społeczeństwie, w którym nie istnieje wolność wyboru małżonka, zaś plemienna lojalność i religijne zasady są na pierwszym miejscu”.

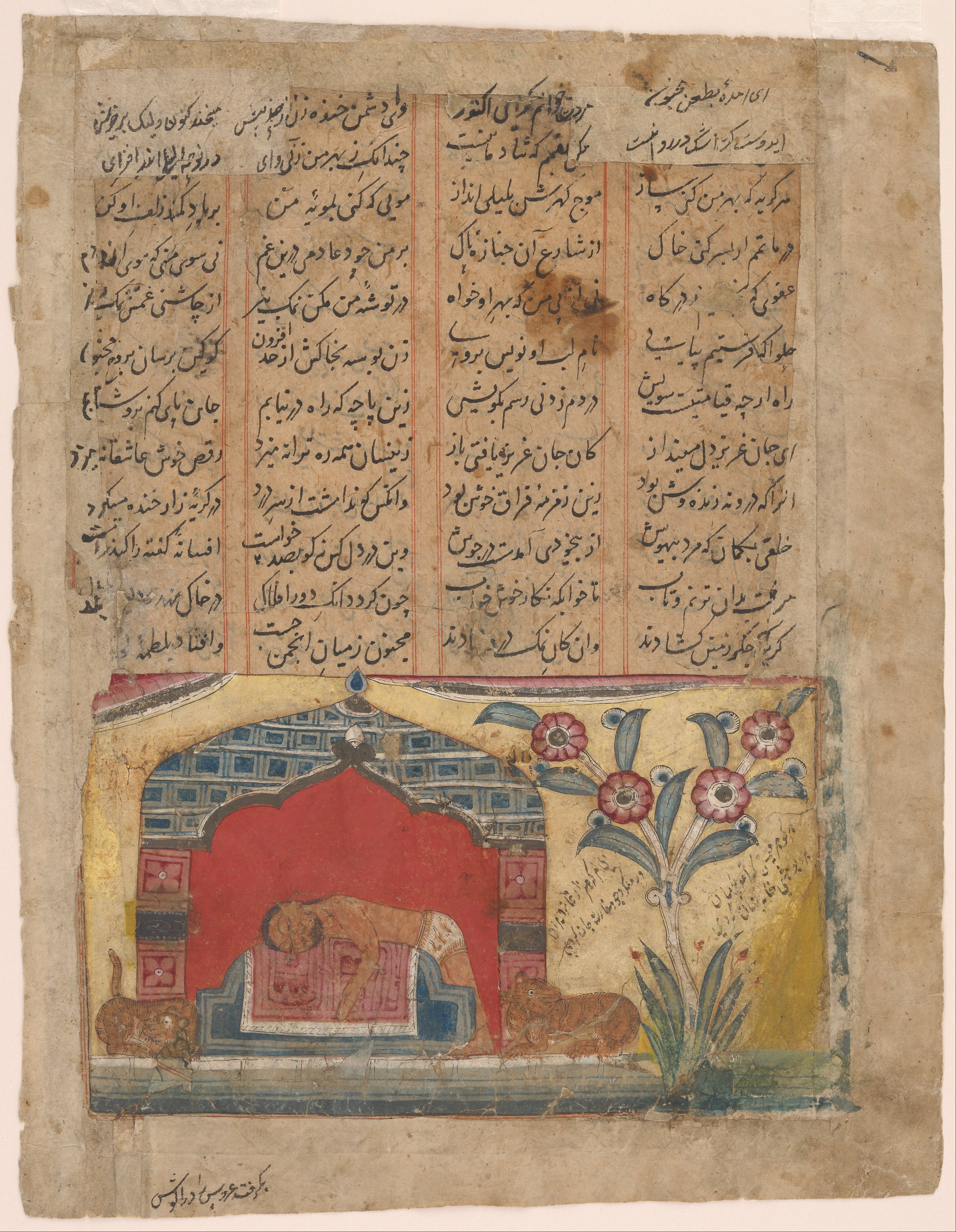
Madżnun rzuca się na grób Lajli, folio z rękopisu Chamsy Amira Chosrou. Północne Indie, ok. 1450. Freer and Sackler Galleries

Lejli o Madżnun Nezamiego „było punktem wyjścia długiej serii imitacji, które były pisane w niemal każdym języku regionu, gdzie był odczuwalny kulturalny wpływ literatury perskiej”. Hasan Dulfaghari doliczył się 59 „imitacji” (nazira) poematu Nezamiego, co czyni go najczęściej naśladowanym romansem świata irańskiego. S. Asadollajew wymienił 80 poetów, którzy napisali swoją wersję Lajli i Madżnuna. Naśladowcy Nezamiego pożyczali od niego większość treści i metrum, jak również elementy kompozycji, w szczególności porady udzielane synowi poety oraz przemowę do podczaszego, które pojawiają się we wstępie i zawierają wyżej wymienione elementy dydaktyczne. Pomimo to każdy z tych poetów „starał się stworzyć oryginalne dzieło poprzez dokonanie zmian w epizodach romansu, dodanie nowych historii lub przeniesienie nacisku z jednego motywu na inny”.
Niektóre z tych imitacji są wartościowymi dziełami literatury same z siebie i przez dłuższy czas cieszyły się zainteresowaniem szerokiej publiczności. Pierwszym naśladowcą Nezamiego był Amir Chosrou Dehlawi, który ukończył swoje Madżnun o Lejli w 1299. Jest ono znacznie krótsze (2660 bajtów w porównaniu do ok. 5 tys. u Nezamiego) i mniej nasycone elementami dydaktycznymi. Amir Chosrou dodał takie nowe elementy opowieści jak przepowiednia astrologa o szaleństwie Madżnuna, małżeństwo Madżnuna z Chadiją, córką wodza Nafwala, oraz konwersacja Madżnuna ze słowikiem. Znacznie dłuższa wersja Dżamiego (3860 bajtów), ukończona w 1484, pozostaje bliższa tradycji arabskiej, co objawia się choćby w fakcie, że kochankowie po raz pierwszy spotykają się w obozie klanu Lajli. Madżnun nie zakochuje się w niej w młodym wieku, lecz początkowo darzy uczuciem inną dziewczynę. Jest rozczarowany miłością, dopóki nie spotyka Lajli. Dżami nie pozostawia wątpliwości co do mistycznej interpretacji szeregu wątków poematu, który dedykował szejchowi nakszbandijja Chodży Ahrarowi. Z kolei w pieśni skierowanej do podczaszego zawartej we wstępie upamiętnia on szejchów nakszbandijja i dawnych timurydzkich władców.

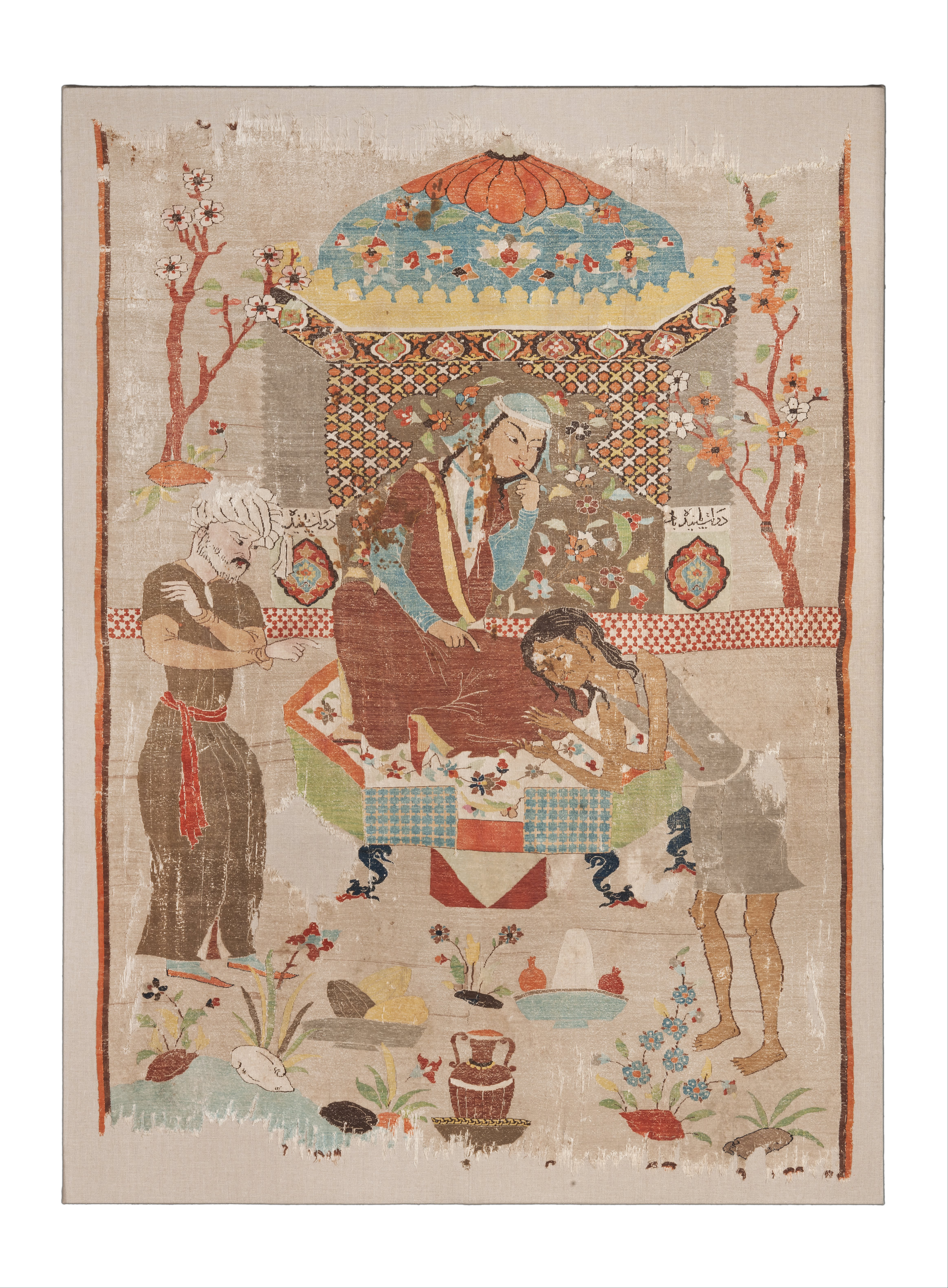
Tkanina z jedwabiu z postaciami z romansu Lajli i Madżnuna. Iran, XVI wiek. Muzeum sztuki islamskiej w Dosze

Dwie kolejne wersje romansu stworzyli bratanek Dżamiego, Hatefi, oraz współczesny mu Maktabi. Poemat Hatefiego (2065 bajtów) był szczególnie popularny wśród osmańskich poetów i został przetłumaczony na język osmański. Zawiera on kilka innowacyjnych elementów – w młodym wieku Madżnun jest zakochany w innej pięknej kobiecie; kiedy Lajla i Madżnun mają być połączeni pojawia się rywal tego ostatniego, który chce zabić Lajlę, ale (tak jak ręka Jeroboama) zostaje on tajemniczo sparaliżowany; Nafwal zakochuje się w Lajli i umiera, kiedy próbuje otruć Madżnuna; by zobaczyć Lajlę, Madżnun udaje ślepego nędzarza, który przypadkiem przewraca się i wpada do jej namiotu. Imitacja Maktabiego była czytana aż do niedawnych czasów i wielokrotnie drukowana w Iranie i Indiach, przy czym uzyskał on nowe efekty poprzez wplecenie do poematu licznych gazeli. Z kolei u Hiloliego istotnemu przekształceniu ulega fabuła, bowiem na pierwszy plan wysuwa się Lajla, „stanowcza kobieta, mająca odwagę odtrącić męża, którego jej narzucają”.
Ogromna większość naśladownictw romansu Nezamiego w języku perskim nie osiągnęła jednak sukcesu i zachowała się w kilku lub nawet pojedynczym rękopisie. Inne wersje przepadły bezpowrotnie. Oprócz imitacji o rosnącej popularności romansu po pojawieniu się poematu Nezamiego świadczy również dramatyczny wzrost odniesień w poezji lirycznej i sufickich masnawi. Z okresu przed Nezamim w perskiej poezji zachowało się nie więcej niż 10 wzmianek o Lajli i Madżnunie, ale u samego Sadiego mamy 36 wzmianek, 52 u Chodżu Kermaniego i 106 u Rumiego. Madżnun stał się również jedną z ulubionych postaci na której przykładzie sufi wyjaśniali takie mistyczne koncepcje jak zatracenie się w Bogu (fana), szaleństwo miłości (diwanagi) czy samopoświęcenie.
W literaturze kurdyjskiej istnieje wiele wersji romansu, które częściowo są adaptacją z perskiego lub tureckiego, ale zawierają też elementy oryginalne. Do tradycji pisanej należą poematy Ahmada-i Chaniego, Charisa Bitlisiego i Ali Bapira Aghi. Ludowe opowieści o Lajlu i Madżnunie przejawiają wielką różnorodność, ujmując romans np. jako mit astralny. Istnieją również wersje w języku gurani i z zachowaniem prozodii charakterystycznej dla literatury popularnej. W języku paszto Baj Chan z Buner stworzył wersję stoficzną, w której poszczególne zwrotki mają postać gazelu.

## Literatury tureckie

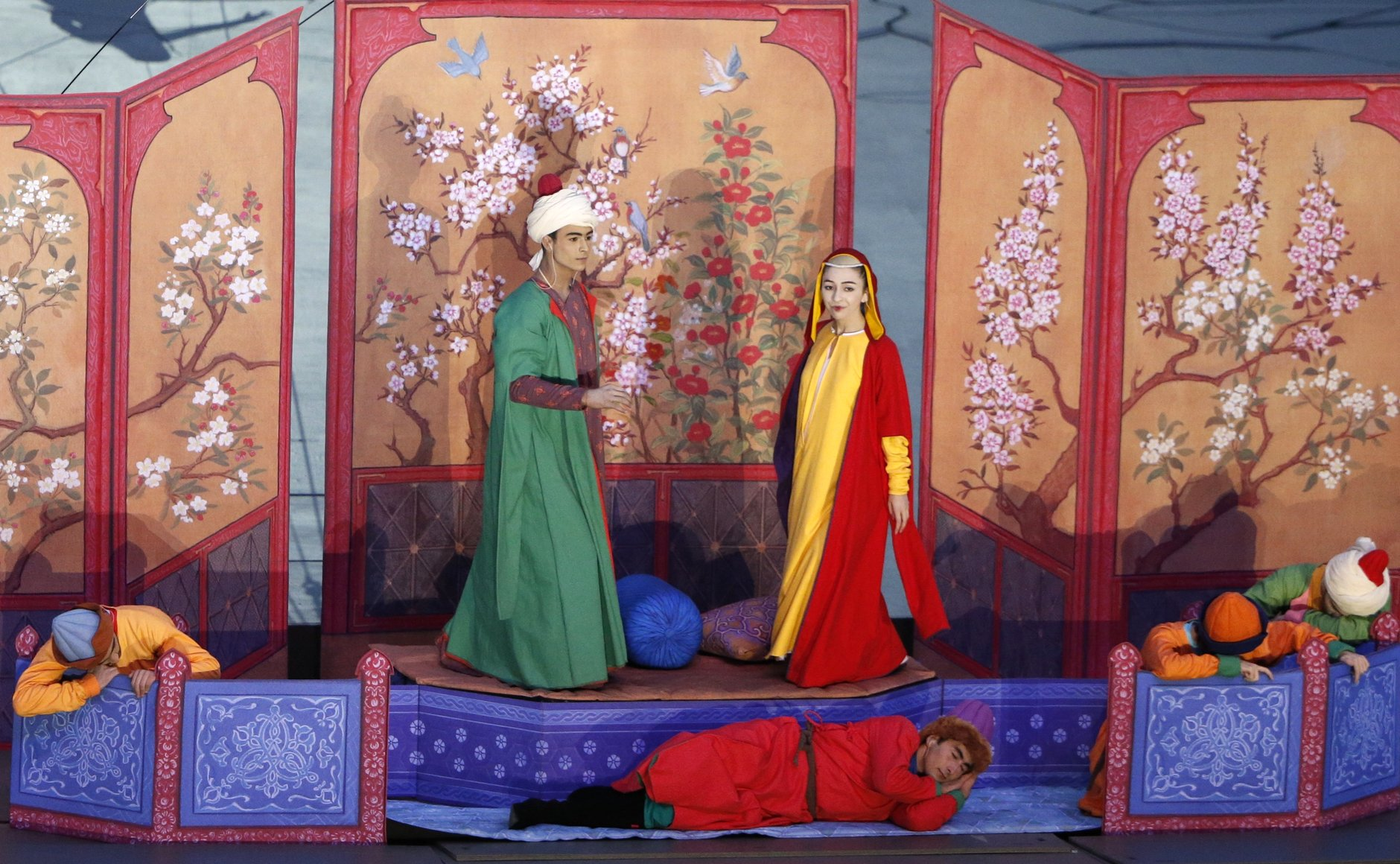
Przedstawienie Lajli i Madżnuna podczas ceremonii otwarcia Igrzysk Europejskich 2015 w Baku

W literaturze tureckiej nawiązania do Lajli i Madżnuna po raz pierwszy pojawiają się już u Gülşehrîego (fl 1317) i Âşık Paşy (zm. 1333). Tureccy poeci inspirowali się przede wszystkim poematem Nezamiego, później zaś ich twórczość odzwierciedlała również krytyczną refleksję nad kolejnymi perskimi i tureckimi naśladownictwami romansu. Listę jego tureckich wersji otwiera masnawi napisane przez Şâhidîego (zm. 1550) dla księcia Cema, w którym niespełniona miłość Madżnuna jest interpretowana jako metaforyczna droga do boskiej rzeczywistości. Podobną suficką interpretację romansu można znaleźć w napisanym niedługo później masnawi Nawojego. Pod koniec XV wieku Ahmed Sinan Bihiştî (zm. 1511/12), który przez pewien czas przebywał w Heracie, napisał przesyconą mistycyzmem wersję romansu pozostającą pod wpływem Dżamiego.

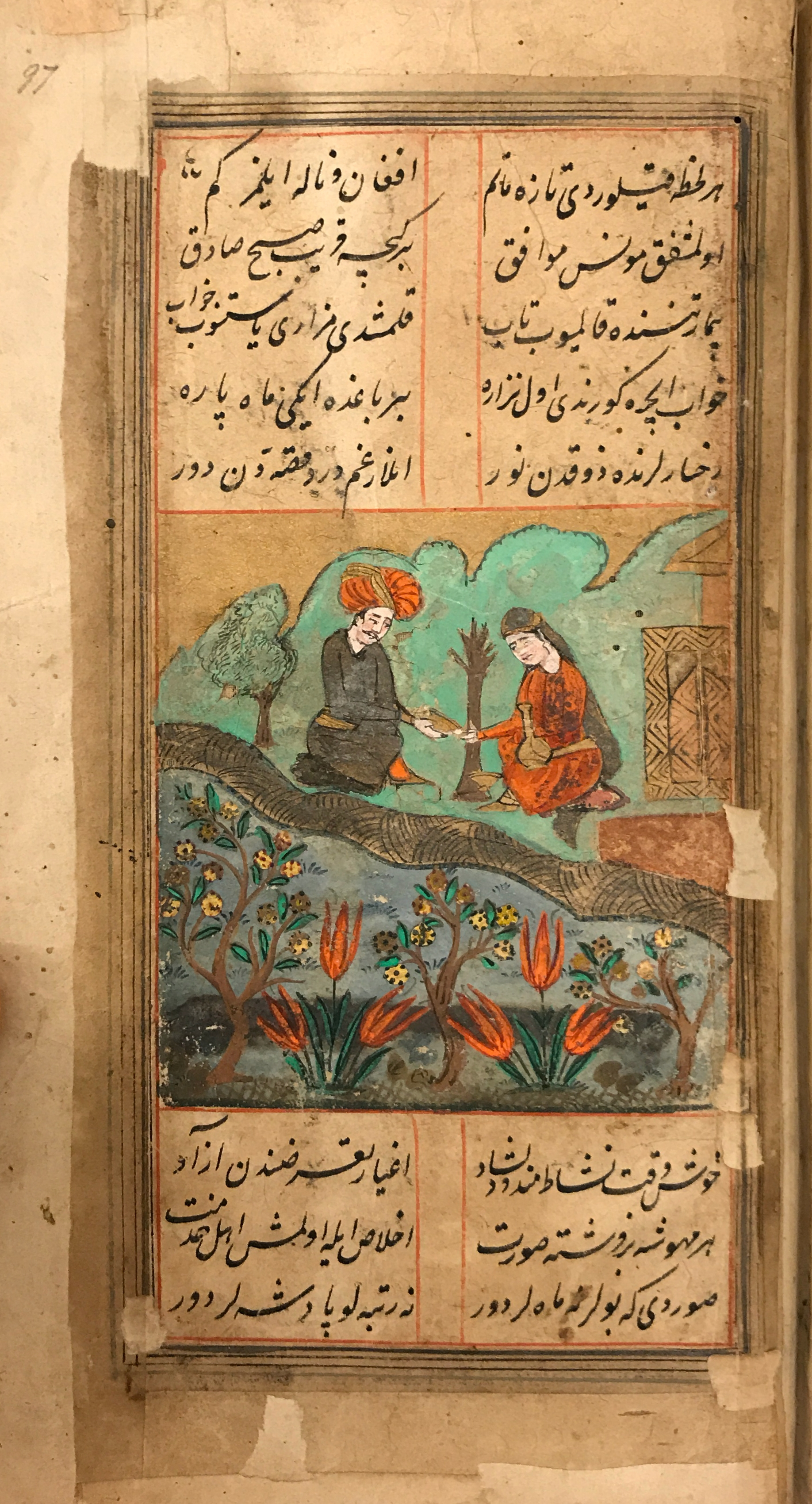
Lajla i Madżnun połączeni w Raju, miniatura z rękopisu Leyli və Məcnun Fuzuliego. Biblioteka Brytyjska

Wiek szesnasty szczególnie obfitował w adaptacje opowieści o Lajli i Madżnunie. Najważniejszą z nich była bez wątpienia wersja Fuzuliego, ukończona w 1535/36. Madżnun został przez niego ukazany jako symbol miłości o charakterze religijnym, której zadaniem jest m.in. uwolnienie się od ukochanego. Poemat Fuzuliego jest przepleciony gazelami i oddaje sprawiedliwość również Lajli, która pozostaje ma wskroś ziemską postacią. Stanowi on imponujący odpowiednik perskich wzorców, z którymi może być postawiony na równej płaszczyźnie. Kolejne adaptacje romansu tworzone przez osmańskich poetów, często zainspirowanych wersją Fuzuliego, ale odwołujących się również do Nezamiego i Hatefiego, powstawały aż do XVIII wieku włącznie. Utwory opowiadające historię Lajli i Madżnuna były tworzone również w ramach później rozwiniętych języków tureckich. Turkmeński poeta Nurmuhammed Andalyp (zm. 1765/66) stworzył popularną adaptację napisaną prozą przeplataną wierszem. W języku kazachskim swoje wersje stworzyło dwóch ludowych pieśniarzy (akyn), Süyümbej (zm. 1895) i Żambył. Kompozytor Üzeyir Hacıbəyov opierając się na poemacie Fuzuliego skomponował pierwszą azerską operę, Lajla i Madżnun, wystawioną w 1908.

## Literatura urdu

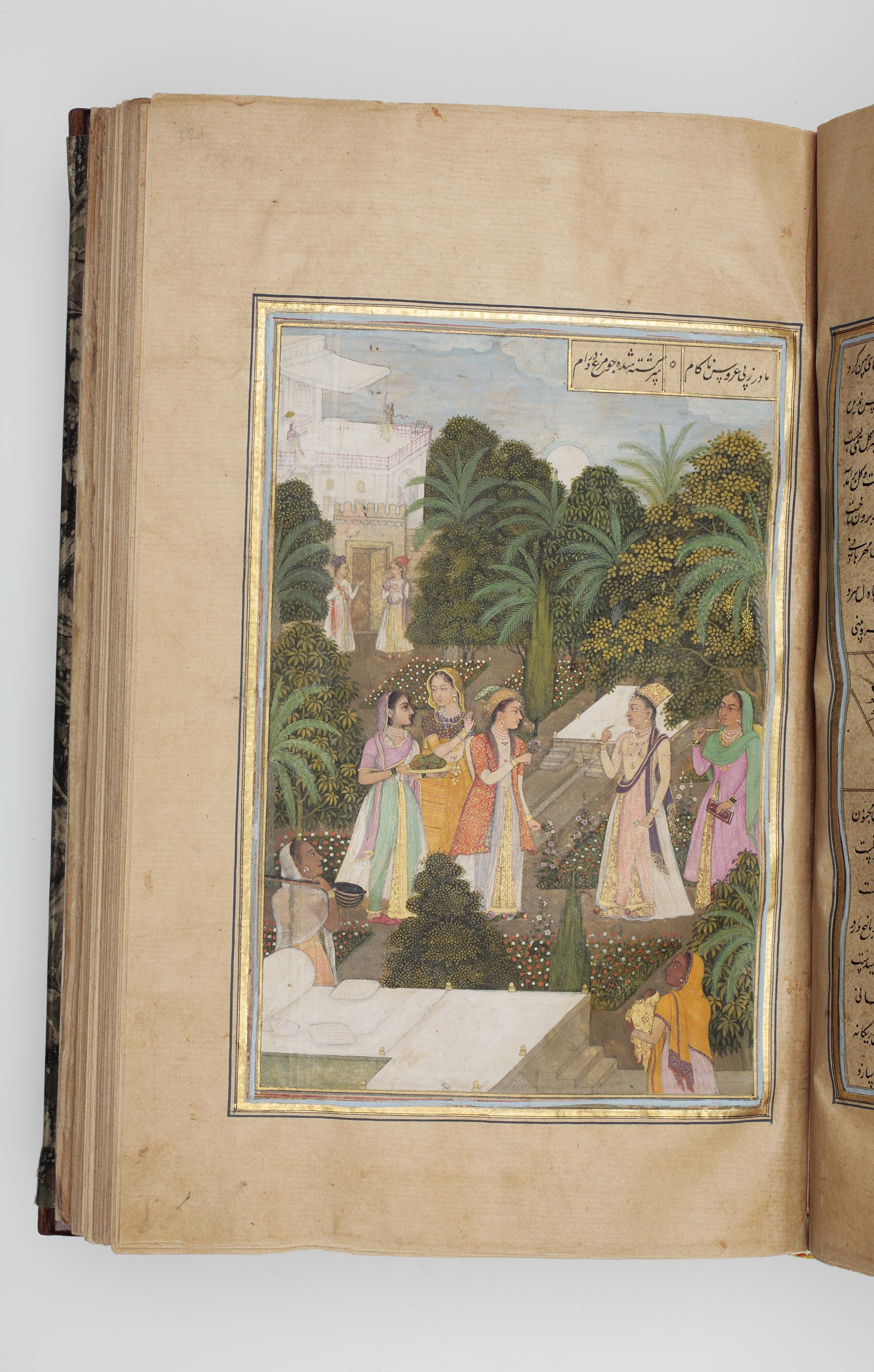
Lajla ze swoimi towarzyszkami w ogrodzie, miniatura z rękopisu Chamse Nezamiego należącego do księcia Aurangzeba. Indie, ok. 1640–45. The Nasser D. Khalili Collection of Islamic Art

W literaturze urdu motyw Lajli i Madżnuna pojawił się za pośrednictwem perskim i można go odnaleźć w trzech głównych formach: odniesieniach do kochanków w różnych utworach, szczególności poezji; poematach narracyjnych, najczęściej w postaci masnawi; oraz w fabułach wczesnych dramatów w języku urdu powstałych na przełomie XIX i XX wieku, w większości pisanych dla różnych parsyjskich kompanii teatralnych działających w Mumbaju. Pomimo obfitości związanego z nim materiału wydaje się jednak że w przypadku literatury Urdu romans „nie zainspirował dzieła o dużym znaczeniu literackim”.
Odniesienia do Lajli i Madżnuna w poezji w języku urdu są wyjątkowo obfite i datują się już od jej najwcześniejszego okresu, w Dekanie i Gudźaracie, aż do XX wieku, chociaż ich częstotliwość spada. Nie są one przy tym ograniczone do gazelu, ani nawet poezji świeckiej. Dla przykładu Wali Aurangabadi (zm. 1707) w kasydzie na cześć Proroka wspomina Lajlę i Madżnuna obok kilku innych sławnych par kochanków, jako metaforyczne reprezentacje koncepcji rozpłynięcia się (fana) w Bogu.

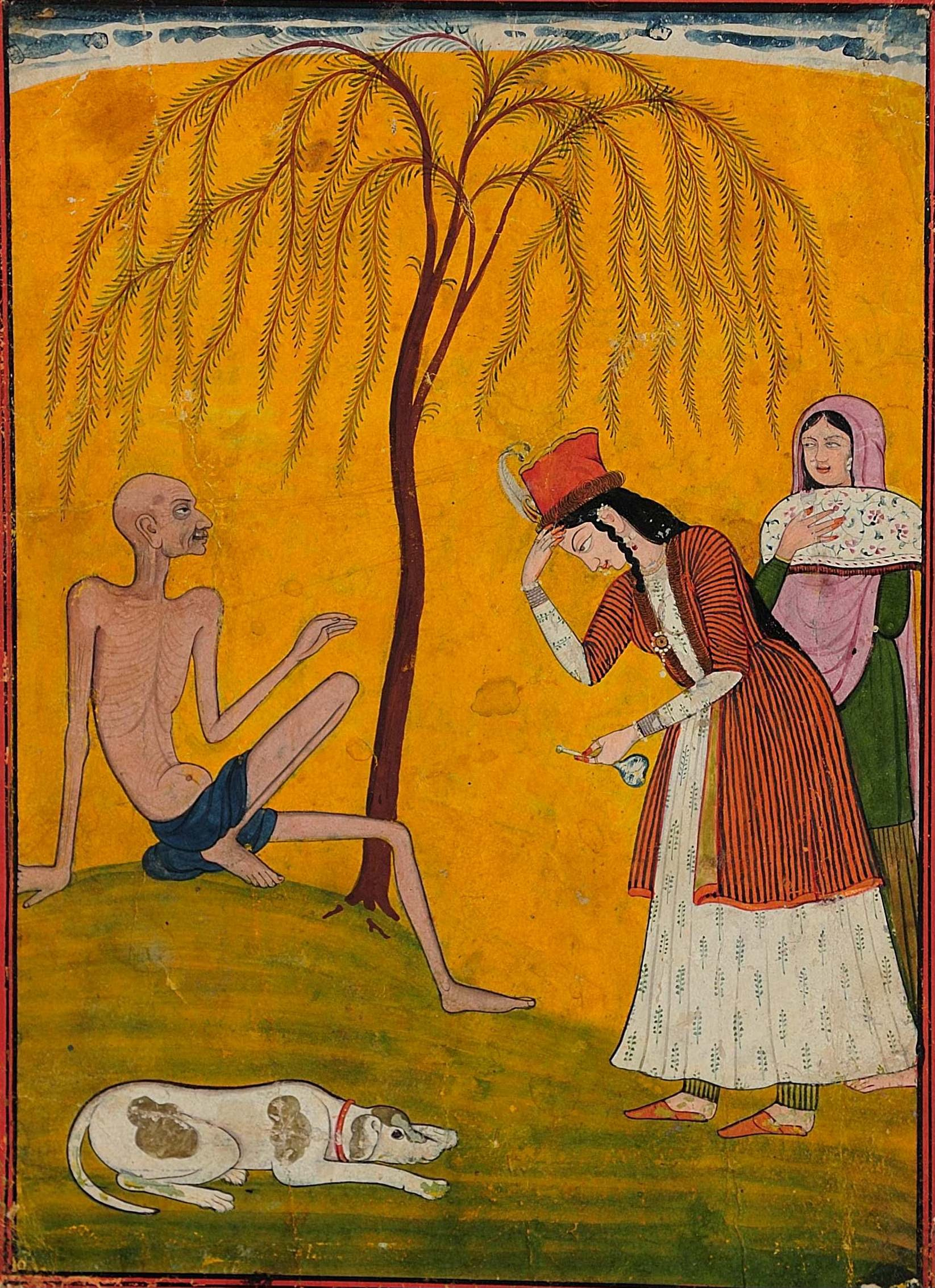
Lajla odwiedza Madżnuna na pustyni, miniatura w stylu pahari, 1775. Muzeum Salar Junga

Masnawi było ulubioną poetycką formą w dekani, odmianie urdu używanej w południowych Indiach pomiędzy XV a XVIII wiekiem. Zachowane masnawi o Lajli i Madżnunie w tym języku są oparte na wzorcach perskich, w szczególności poematach Hatefiego, Nezamiego i Dżamiego. Pomimo to posiadają one wyraźnie indyjski charakter, co objawia się choćby w wersach sarapa opisujących bohaterkę od stóp do głowy. Najwcześniejsze wersje romansu miały powstać w połowie XVII wieku na dworze Kutbszahów w Golkondzie. W 1782 Ubajd Allah Waiz z Gudźaratu skomponował swoje Kissa Lajla wa Madżnun (mające nieco ponad 500 wersów), później umieszczone w bardzo popularnej kolekcji 12 masnawi w języku urdu, często wydawanej w XIX wieku. Masnawi o Lajlu i Madżnunie w języku urdu obok swojej indyjskiej specyfiki charakteryzują się koncentracją na samej historii, opowiedzianej prostym, czasem wręcz naiwnym językiem. Ich fabuła istotnie odbiega od arabskiego pierwowzoru. U Waiza Madżnun jest synem ghaznawidzkiego władcy z arabskiej kobiety, poślubionej w trakcie pielgrzymki. Ojciec Madżnuna musi wracać do kraju przed jego narodzeniem, przy czym astrolog przepowiada przyszłość dziecka, sugerując by nadać mu tytuł (lakab) Madżnun. Madżnun zakochuje się w wyimaginowanej Lajli i zaczyna błąkać się po świecie w jej poszukiwaniu. W końcu dochodzą do niego wieści o Lajli, która jest córką kadiego w Egipcie. Zostaje jego uczniem, spotyka Lajlę, i po tym jak młodzi zakochują się w sobie historia szybko zmierza ku swojemu tradycyjnemu zakończeniu, to jest śmierci dwojga kochanków. Chociaż najważniejsi poeci języka urdu północnych Indii z XVIII i XIX stulecia nie pisali masnawi poświęconych Lajli i Madżnunie, to temat nadal pozostał popularny co najmniej do lat 60. XIX stulecia, o czym świadczą choćby trzy rękopisy zachowane w Bibliotece Brytyjskiej, które w swoim katalogu wymienia James Fuller Blumhardt, przy czym w jednym z nich jest zachowany poemat Nazir Muhammada (zm. 1830).
W latach 60. XIX wieku w Mumbaju rozwinęły swoją działalność kompanie teatralne, przy czym wiele z ich wczesnych sztuk czerpało fabułę ze znanych historii o proweniencji arabskiej, perskiej czy indyjskiej. Przez około trzydzieści lat Lajla i Madżnun była jedną z najpopularniejszych, przy czym czasami trudno oddzielić od siebie poszczególne sztuki, ponieważ ich autorzy nagminnie zapożyczali od siebie nawzajem, zaś nie istniało prawo autorskie, które mogłoby przeciwdziałać plagiatom. Najbardziej znane z zachowanych dramatów cechuje raczej znajomość sztuki teatralnej i popularny powab niż jakieś zalety literackie. Przedstawienie Lajli i Madżnuna wystawiane w Lucknow zobaczył Hadi Mirza Ruswa (zm. 1931), który postanowił napisać własną wersję, gdyż według niego oryginał „posługiwał się językiem targu rybnego w Bombaju”. Murakka–i-Lajla Madżnun (Album Lajli i Madżnuna) Ruswy ukazał się w 1885, przy czym posługiwał się on różnym metrum w zależności od postaci czy sytuacji, całość zaś miała być wystawiona do muzyki, tak że końcowy rezultat może być opisany jako opera w urdu. Żadna teatralna kompania nie chciała jednak wystawić tej sztuki, zaś krytycy generalnie uważali ją za nieudaną. Iszrat Rahman zwraca uwagę, iż była w całości napisana wierszem, w czasie gdy proza odgrywała coraz większą rolę w dramatach w urdu, zaś fabuła została już „zajechana na śmierć” i straciła swój powab. W opowiadaniu Sajjida Sadżdżada Hajdara (zm. 1943) Madżnun podąża za Lajlą na rowerze i wpada w szał, kiedy ta w ramach leczenia jest rażona prądem. Udaje się on do Mekki by uwolnić się od swojej obsesji, ale modli się jedynie o to, by jego cierpienie nigdy nie było mniejsze i w ten sposób kończy się ta przezabawna i uroczo napisana historia.